# 후지이 데루오
후지이 데루오(일본어: 藤井 輝夫, 1964년 4월 5일 ~ )는 일본의 공학자이며, 현재 도쿄 대학 총장이다. 스위스 취리히 출신으로 전공은 응용 마이크로 유체 시스템이다.

## 주요 경력
- 1983년 3월 : 사립 아자부 고등학교 졸업[4]
- 1988년 3월 : 도쿄 대학 공학부 선박공학과 졸업
- 1990년 3월 : 도쿄 대학 대학원 공학계 연구과 선박공학 전공 석사 과정 수료
- 1991년 4월 : 일본 학술진흥회 특별연구원[5](DC2, 1993년 3월까지 2년간)[6]
- 1993년 3월 : 도쿄 대학 대학원 공학계 연구과 선박해양공학 전공 박사 과정 수료, 박사(공학)[7]
- 1993년 4월 : 도쿄 대학 생산기술연구소 객원 조교수(기부 연구 부문)
- 1994년 11월 : 도쿄 대학 생산기술연구소 조교수
- 1995년 4월 : 이화학연구소 기초과학 특별연구원
- 1996년 4월 : 이화학연구소 화학공학연구실(동년 5월, 생화학시스템연구실로 개편) 연구원
- 1999년 4월 : 도쿄 대학 생산기술연구소 부속 해중공학연구센터 조교수
- 2003년 : 뇌샤텔 대학 마이크로테크놀로지연구소 객원연구원[6]
- 2006년 4월 : 도쿄 대학 생산기술연구소 부속 마이크로메카트로닉스 국제연구센터 조교수
- 2007년 2월 : 도쿄 대학 생산기술연구소 부속 마이크로메카트로닉스 국제연구센터 교수
- 2010년 4월 : 도쿄 대학 생산기술연구소 부속 마이크로나노메카트로닉스 국제연구센터 교수
- 2012년 4월 : 도쿄 대학 총장 보좌(2013년 3월까지)
- 2014년 4월 : 도쿄 대학 생산기술연구소 부속 통합 바이오메디컬시스템 국제연구센터 교수
- 2015년 4월 : 도쿄 대학 생산기술연구소 소장
- 2018년 4월 :
  - 도쿄 대학 집행역·부학장
  - 도쿄 대학 사회연계본부장
- 2019년 4월 : 도쿄 대학 이사·부학장
- 2021년 4월 : 도쿄 대학 총장(현재)

### 학내외 직책
- 2005년 9월 : 문부과학성 참여(2007년 8월까지)[9]
- 2007년 : LIMMS/CNRS-IIS(UMI 2820) 국제제휴연구센터 공동 디렉터(2014년까지)[주 1]
- 2017년 : 국제 학회 조직 The Chemical and Biological Microsystems Society(CBMS) President( ~ 2019년)
- 2017년 5월 : 과학기술·학술심의회 해양개발분과회 위원(제9기 ~ )[10]
- 2019년 6월 : 과학기술·학술심의회 해양개발분과회장(제10기 ~ )[11]
- 2021년 3월 : 종합과학기술·이노베이션 회의 의원[12]

## 강연·대담
- 강연 : ‘“マイクロ・ナノデバイス技術による生命科学の新展開→마이크로·나노 디바이스 기술에 의한 생명 과학의 신전개” (헤이세이 18년도 생연학술강연회)’ (고마바Ⅱ 리서치 캠퍼스, 2007년 1월 10일)[13]
- 강연 : ‘“マイクロフルイディクス──デバイスからシステムへ：その進化の過程と将来→마이크로 플루이딕스--디바이스에서 시스템으로: 그 진화의 과정과 장래” (고마바 리서치 캠퍼스 공개 2010)’ (고마바Ⅱ 리서치 캠퍼스, 2010년 6월 4일)[14]
- 강연 : ‘“産学連携のグローバル展開～日印交流の重要性→산학 제휴의 글로벌 전개-일인 교류의 중요성” (제3회 심포지엄) 테마에 관한 기조 강연’ (온라인 개최, 2021년 3월 5일)[8]
- 대담 : ‘“Living with AI, Going Beyond AI” 미야카와 준이치 소프트뱅크 주식회사 대표이사 부사장 집행 임원 겸 CTO(2021년 4월부터 대표이사 사장 집행 임원 겸 CEO)와의 특별 대담’
(진행: 하야시 가오리 도쿄 대학 대학원 정보학환 교수. 온라인 개최, 2021년 2월 20일)
  - Beyond AI 연구추진기구 발족 기념 심포지엄 ‘Living with AI, Going Beyond AI’에 의한 프로그램의 일환으로 진행됐으며, 당일에는 유튜브 라이브 중계로 대담을 진행하는 모습이 방송됐다.[15][주 2]

## 기타
- 도쿄대 총장 취임 이전부터 STEAM 교육의 의의를 제창하여 산업 경쟁력 친목회(COCN) 활동 등에 적극적으로 참여하고 있다.[16] 생산 기술 연구소장, 부학장 등의 요직을 역임하면서 산학연계 연구협력 추진에 있어서 다이킨 공업이나 소프트뱅크 등과의 협정 체결에 주력했다.[17][18]

## 에피소드
2021년 4월 1일 도쿄 대학 총장으로 취임한 직후인 4월 3일부터 컨디션 저하로 자택에서 요양 생활을 하면서 이틀 후인 5일에 PCR 검사를 받았는데, 코로나19 확진 판정을 받고 입학식에 불참했다는 언론 보도가 나왔다. 자가 격리를 거쳐 4월 16일부터 무사히 업무에 복귀했다.

### 주해
1. ↑   “CNRS”는 프랑스 국립과학연구센터, “IIS”는 도쿄 대학 생산기술연구소의 각각 약칭이다. “LIMMS(Laboratory for Integrated Micro-Mechatronic Systems)”는 그 양쪽의 국제 공동 연구 조직(래버러토리)이다.
2. ↑  Beyond AI 연구추진기구 발족 당시의 기구장을 후지이 데루오가 맡고 있었다.

### 출전
1. ↑  “次期総長予定者の藤井輝夫理事・副学長が会見”. 도쿄 대학. 2020년 10월 2일. 2021년 4월 1일에 확인함.
2. ↑  「次期総長予定者の藤井輝夫理事・副学長が会見」(2020년 10월 2일) 도쿄 대학 언론 배포 자료·약력
3. ↑  「藤井輝夫総長 就任記者会見」(2021년 5월 17일) 도쿄 대학 언론 배포 자료 『総長経歴』,2021年,東京大学
4. ↑  “麻布学園第 16 回ホーム・カミング・デイ”. 《학교법인 아자부 학원》. 2016년 4월. 2021년 6월 17일에 확인함.
5. ↑  “日本学術振興会特別研究員”. 《도쿄 대학 연구추진과》. 2013년 3월. 2021년 6월 16일에 확인함.
6. 1 2  “藤井輝夫略歴”. 《時代錯誤社 総長選挙》. 2020년 9월. 2021년 6월 16일에 확인함.
7. ↑  학위 논문 《해중 로봇의 지적 행동에 관한 연구(海中ロボットの知的行動に関する研究)》(도쿄 대학, 1993년) NAID 500000108973 doi:10.11501/3095437
8. 1 2  “講演者 藤井輝夫氏”. 《日印交流プラットフォーム構築プログラム》. 2021년 2월 18일. 2021년 6월 17일에 확인함.
9. ↑  新野俊樹 (2015년 4월). “新所長のプロフィール” (PDF). 《生研ニュース》 (東京大学生産技術研究所): 4. 2021년 6월 17일에 확인함.
10. ↑  해양개발분과회(제52회) 배부자료, “海洋開発分科会委員名簿（平成29年5月現在）”. 《문부과학성》. 2019년 12월 2일에 원본 문서에서 보존된 문서. 2021년 6월 18일에 확인함.
11. ↑  분과회장의 선임 및 분과 회장 대리의 지명에 대해(비공개) “第60回科学技術・学術審議会海洋開発分科会”. 《문부과학성》. 2021년 6월 18일에 확인함.
12. ↑  2021년 2월 9·10일 중참 양원이 임명에 동의 ‘제204회 국회(상회)’. “人事、内閣府（1日）総合科学技術・イノベーション会議議員=みずほフィナンシャルグループ会長佐藤康博、東大理事藤井輝夫”. 《니혼케이자이 신문》. 2021년 3월 1일. 2021년 6월 18일에 확인함.
13. ↑  藤井輝夫 (2007). “マイクロ・ナノデバイス技術による生命科学の新展開”. 《生産研究》 (도쿄 대학 생산기술연구소) 59 (4): 377–380. NAID 110006385626.
14. ↑  후지이 데루오 (2010). “マイクロフルイディクス──デバイスからシステムへ”. 《生産研究》 (도쿄 대학 생산기술연구소) 62 (5): 489–498. NAID 130000670835.
15. ↑  “東京大学とソフトバンクの次期トップが特別対談。Beyond AI 研究推進機構 発足記念シンポジウム”. 《소프트뱅크 뉴스》. 2021년 2월 25일. 2021년 6월 17일에 확인함.
16. ↑  “COCNフォーラム | 産業競争力懇談会”. 《www.cocn.jp》. 2021년 6월 1일에 확인함.
17. ↑  “東京大学・ソフトバンクグループによる共同記者会見”. 《東京大学 産学協創推進本部》. 2019년 12월 10일. 2021년 6월 16일에 확인함.
18. ↑  “東京大学生産技術研究所・ニチコン株式会社　産学連携研究協力協定を締結”. 《東京大学 生産技術研究所》. 2016년 10월 4일. 2021년 6월 16일에 확인함.
19. ↑  “東大新総長がコロナ感染　4月1日に就任したばかり”. FNN. 2021년 4월 6일. 2021년 4월 24일에 원본 문서에서 보존된 문서. 2021년 4월 25일에 확인함.
20. ↑  “第31代総長は「対話」を重視する～藤井輝夫総長インタビュー”. UTokyo FOCUS. 2021년 5월 6일. 2021년 6월 16일에 확인함.